# Professor Woermann (Schiff, 1912)
Die Professor Woermann der Woermann-Linie war 1912 für den Passagier-, Fracht- und Postdienst zu den westafrikanischen deutschen Schutzgebieten Togo und Kamerun und ggf. auch nach Deutsch-Südwestafrika als Nachbau der 1911 fertiggestellten Henny Woermann von der Reiherstiegwerft gebaut worden.
Die Professor Woermann wurde 1914 von Großbritannien gekapert und unter dem Namen Professor weiter genutzt. 1922 kam das Schiff als General San Martin für die Hugo Stinnes Linie wieder unter deutsche Flagge. Es wurde nach Südamerika und ab 1923 als erstes deutsches Schiff nach dem Weltkrieg auf Kreuzfahrten eingesetzt.
1926 wurde das Schiff dann nach Brasilien an die Staatsreederei Lloyd Brasileiro verkauft und blieb als Almirante Jaceguay weiter in Fahrt. Erst 1958 wurde das Schiff abgewrackt.

## Geschichte
Seit 1898 betrieb die Woermann-Linie fünf Linien nach West- und Südwestafrika. Seit 1900 hatte die Woermann-Linie auch Passagierschiffe als Neubauten in Auftrag gegeben. Die letzten Passagierschiffsneubauten der Reederei vor dem Ersten Weltkrieg waren die 1911 und 1912 auf der Reiherstiegwerft fertiggestellten Schwesterschiffe Henny Woermann  und Professor Woermann, die nach Westafrika eingesetzt wurden. Sie waren die größten Schiffe der Reederei im Westafrika-Dienst, den Woermann-Linie und Hapag zuletzt mit dreizehn Linien betrieben. Die neuen Passagierdampfer bedienten den sog. Schnelldienst von Hamburg nach Kamerun.
Die Schwesterschiffe waren zweimastige Einschornsteiner mit hohem und großem Deckshaus und einem relativ hohen Aufbau am Heck. Der Antrieb der beiden Neubauten bestand aus einer Vierfach-Expansionsmaschine mit fünf Zylindern von 3800 PS auf eine Welle. Geringfügig größer waren die von Woermann auf der Postlinie „Rund-um-Afrika“ eingesetzten Reichspostdampfer Adolph Woermann und Gertrud Woermann von 6268 und 6465 BRT mit Doppelschraubenantrieb und kleinerer Passagiereinrichtung.
Die 1912 fertiggestellte Professor Woermann war das dritte Schiff der Reederei dieses Namens. 1882 hatte die Reederei einen 1611 BRT großen Dampfer erstmals von Blohm & Voss als ersten Namensträger erhalten, der 1903 nach Italien und dann weiter nach Brasilien verkauft wurde.

Ab 1904 hatte die Reederei wieder eine Professor Woermann durch Umbenennung der von Argo Reederei erworbenen, 5638 BRT großen Florida. 1907 schied sie aus dem Dienst der Woermann-Linie wieder aus, als sie im Zuge der Einrichtung eines Gemeinschaftsdienstes an die Hapag abgegeben wurde und dort bis zum Kriegsbeginn als Swakopmund im Dienst nach Westafrika verblieb. Von diesem Typ hatte die Woermann-Linie 1904/1905 drei Schiffe erworben. Die Schwesterschiffe Eduard Woermann (ex Alabama) und Erna Woermann (ex Louisiana) blieben neben der Swakopmund der Hapag bis 1914 im Westafrika-Dienst. Eine Passagiereinrichtung für um 100 Passagiere hatten die drei Schiffe erst nach Übernahme in den Afrika-Dienst erhalten.

### Einsatzgeschichte
Die Professor Woermann nahm im September 1912 ihren Dienst im 1911 eingeführten Schnell-Dienst nach Kamerun auf. Die ab Hamburg diesen Dienst bedienenden Schiffe liefen Dover, Boulogne, Madeira, Las Palmas, Conakry, Freetown, Monrovia, Grand Bassa, Sekondi, Accra, Lome (Hauptort der Deutschen Kolonie Togo), Lagos, Victoria, Kribi, Plantation und Longji an, ehe sie Duala erreichten. Auf dem Rückweg wurde auch Teneriffa angelaufen.

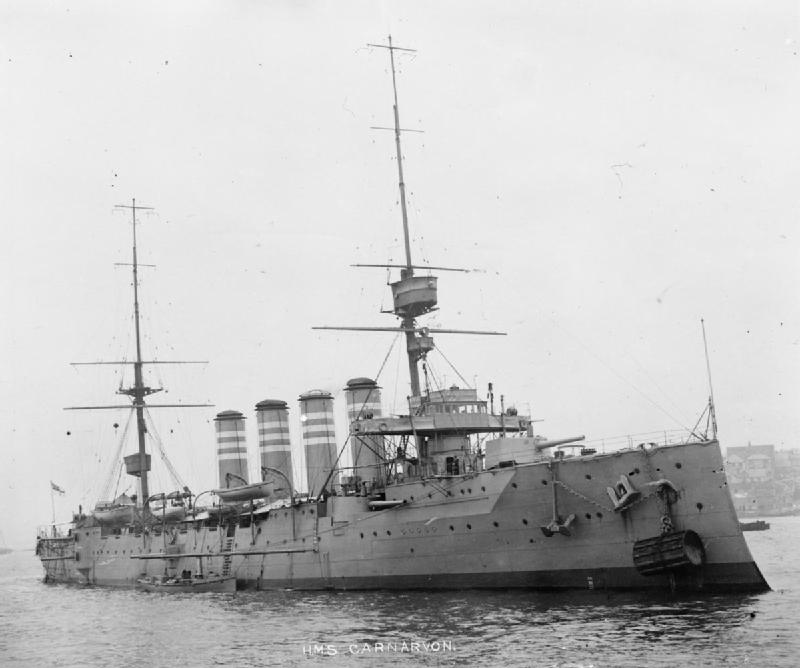
HMS Carnarvon

Bei Kriegsausbruch 1914 lag die sich auf der Heimreise befindliche Professor Woermann in Teneriffa und wurde nach Las Palmas beordert, um ihre Passagiere an Land zu geben. Sie übernahm Kohlen und Proviant, um deutsche Kriegsschiffe im Atlantik zu versorgen. Sie lief in das Gebiet um die Kap Verden, wo am 27. August der britische Panzerkreuzer HMS Carnarvon das Schiff überraschte und aufbrachte. Der Panzerkreuzer überführte das Schiff nach Freetown. Zuerst wurde das beschlagnahmte Schiff nach Kapstadt beordert, um südafrikanische Truppen nach Europa zu transportieren, dann von der Union-Castle Line bereedert und bis nach dem Kriegsende als Professor auf Seiten der Alliierten eingesetzt.

### Kreuzfahrtschiff
Nach dem Krieg wurde das Schiff 1921 von der Hugo Stinnes AG in Hamburg gekauft, die es nach Südamerika unter dem Namen Edmund Wagenknecht einsetzen wollte. Am 5. April 1922 wurde das Schiff in General San Martin umbenannt, bevor es am 5. August erstmals auf Probefahrt ging und dann nach Südamerika eingesetzt wurde. Die General San Martin war das einzige Drei-Klassen-Schiff des neu eingerichteten Südamerika-Dienstes der Reederei, die mit der General Belgrano ex Bahia Castillo und Holm ex Badenia daneben typische Auswandererschiffe (ohne I. Klasse) sowie Frachter einsetzte.

1923 wurde die Passagiereinrichtung umgebaut und neben einer luxuriösen I. Klasse eine neue III. Kabinenklasse mit 88 Plätze für den Einsatz als Kreuzfahrtschiff eingerichtet.
Im Juni 1923 machte die General San Martin als erstes deutsches Schiff nach dem Weltkrieg zwei Kreuzfahrten, die nach Norwegen führten. 1924 wurde im Februar auch eine Fahrt über Madeira bis nach Teneriffa und zurück über Ceuta, Málaga und Lissabon nach Hamburg angeboten. Dazu kamen wieder zwei Nordlandfahrten, auf denen die General San Martin am 5. August 1924 als erstes deutsches Schiff nach dem Weltkrieg Spitzbergen anlief. 1925 wurde der Kreuzfahrtdienst nochmals erweitert. Angeboten wurde eine dreiteilige Reise in den Süden vom 1. Februar bis zum 12. Mai, die erst bis Teneriffa und zurück bis Venedig führte. Der zweite Teil bestand aus einer Mittelmeerreise nach Cattaro, Port Said, Konstantinopel, Athen, Messina, Algier, Barcelona und Genua. Der dritte Abschnitt ab Genua führte wieder bis nach Istanbul, ließ die Adria aus und führte von Algier über Málaga und Lissabon zurück nach Hamburg. Die Reise konnte auch in den Abschnitten gebucht werden. Nach den beiden Sommerreisen nach Norwegen und Spitzbergen endete der Einsatz des Schiffes als Kreuzfahrtschiff.
Als 1926 die Stinnes Linie erst in der Austral-Kosmos und dann in der Hapag aufging, war das Schiff bereits im Juni 1926 an den Lloyd Braileiro verkauft worden, da die Austral-Kosmos das Kreuzfahrtgeschäft nicht fortsetzen wollte.

### Unter brasilianischer Flagge

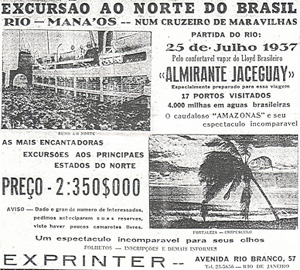
Kreuzfahrt der Almirante Jaceguay 1937

Die brasilianische Reederei brachte das Schiff als Almirante Jaceguay in Fahrt; sie hatte zuvor schon das 1917 in Brasilien beschlagnahmte Schwesterschiff Henny Woermann als Uberaba bis 1921 betrieben, das am 27. März 1921 auf einer Rückreise aus New York vor der brasilianischen Nordküste Maranhãos gestrandet und dann zerbrochen war.
Benannt war das Schiff nach dem brasilianischen Admiral Arthur Silveira da Motta, Baron Jaceguay (1843–1914), einem der Initiatoren der Gründung einer transatlantischen brasilianischen Reederei. Die Almirante Jaceguay ex General San Martin ex Professor Woermann war ein relativ luxuriös eingerichtetes Schiff und wurde im Passagierdienst auf der Strecke von Buenos Aires nach Europa eingesetzt und kollidierte im August 1927 mit der britischen RMS Silarus auf der Schelde. Im Sommer 1930 wurde das Schiff vom gewählten brasilianischen Präsidenten Júlio Prestes, der sein Amt nie antreten konnte, zu einer Reise in die USA genutzt. Später diente das Schiff vor allem zum Verkehr entlang der brasilianischen Küste und bot auch touristische Reisen an.

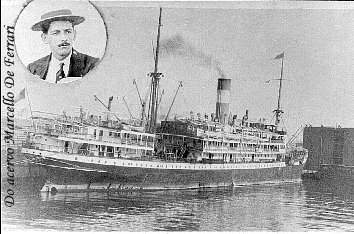
Uberaba ex Henny Woermann

1958 wurde die Almirante Jaceguay in Brasilien abgewrackt.
| Schicksal des Schwesterschiffs | Schicksal des Schwesterschiffs | Schicksal des Schwesterschiffs | Schicksal des Schwesterschiffs | Schicksal des Schwesterschiffs | Schicksal des Schwesterschiffs |
| Name                           | Bauwerft                       | BRT                            | Stapellauf in Dienst           | weiteres Schicksal |                                |
| ------------------------------ | ------------------------------ | ------------------------------ | ------------------------------ | --- | ------------------------------ |
| Henny Woermann                 | Reiherstiegwerft BauNr.443     | 6082                           | 24.05.1911 30.08.1911          | 1914 von Monrovia bis zum 7. August ohne die nichtdeutschen Passagiere nach Pernambuco gelaufen, 2. Juni 1917 beschlagnahmt, als Uberaba vom Lloyd Brasileiro eingesetzt, am 27. März 1921 aus New York kommend vor Maranhão gestrandet und dann zerbrochen. |                                |

## Einzelnachweise

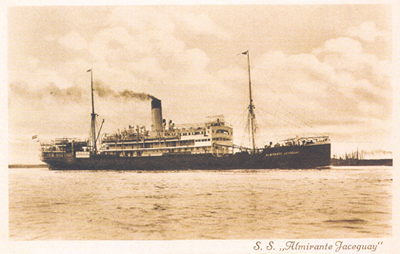
Almirante Jaceguay